# Abraham J. Heschel
Abraham Joshua Heschel (Varsóvia, 1907 – Nova Iorque, 23 de Dezembro de 1972) foi um rabino, filósofo, e ativista dos direitos civis. Ele era um amigo de Martin Luther King, Jr., com quem ele trabalhava contra racismo. King disse que Heschel foi "um dos homens verdadeiramente grandes" do seu tempo e "um profeta grande."

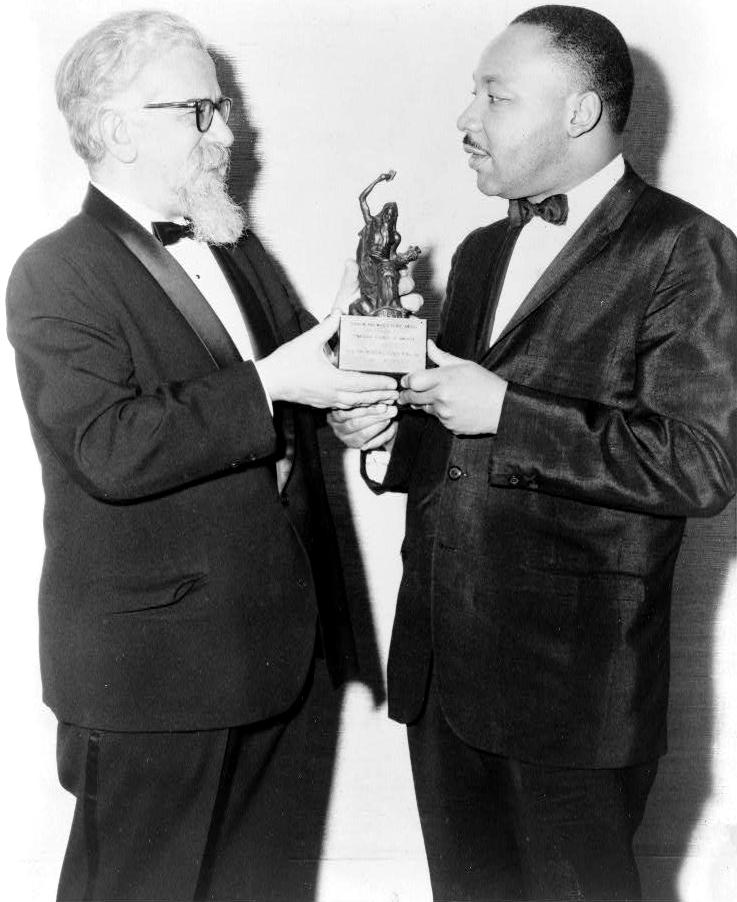
Heschel presenteou o Premio do Judaismo e da Paz Mundial ao seu amigo Martin Luther King Jr. em 1965